# Еланский район
Ела́нский район — административно-территориальная единица (район) и одноимённое муниципальное образование (муниципальный район) в Волгоградской области России.
Административный центр — посёлок городского типа Елань.

## География
Еланский район граничит на востоке с Жирновским и Руднянским районами Волгоградской области, на юге — с Даниловским районом и городским округом «город Михайловка» Волгоградской области, на западе — с Киквидзенским районом Волгоградской области, на севере — с Самойловским районом Саратовской области.
Район занимает площадь 2672 км². Расстояние от районного центра до Волгограда — 360 км.
По территории Еланского района протекает 9 рек. Прудов и озёр в районе более 300.
Растительность
Еланский район расположен в зоне, где лесостепи чередуются с изрезанными балками степями. Немногочисленные леса растут в поймах рек и представлены в основном дубом, осиной, липой и кленом.
Полезные ископаемые
Из полезных ископаемых в районе открыто два нефтяных месторождения (Бузулукское и Терсиновское), природные запасы сырья, необходимого для производства керамического кирпича, месторождения торфа, песчаника, карбонатного сырья и многочисленные проявления строительного песка. Имеется также месторождение подземных вод, пригодных для орошения.

## История
Еланский район учрежден Постановлением Президиума ВЦИК 23 июня 1928 года в составе Камышинского округа Нижне-Волжского края. С 1934 года в составе Сталинградского края, с 1936 года — Сталинградской (Волгоградской) области.
24 декабря 2004 года в соответствии с Законом Волгоградской области № 980-ОД район наделён статусом муниципального района. В его составе образованы 17 муниципальных образований: 1 городское и 16 сельских поселений.

## Население
| 1939    | 1959    | 1970    | 1979    | 1989    | 2002    | 2009    | 2010    | 2011    |
| ------- | ------- | ------- | ------- | ------- | ------- | ------- | ------- | ------- |
| 36 274  | ↘33 126 | ↗45 594 | ↘39 977 | ↘36 293 | ↘36 212 | ↘33 886 | ↘33 064 | ↘32 984 |
| 2012    | 2013    | 2014    | 2015    | 2016    | 2017    | 2018    | 2019    | 2020    |
| ↘32 524 | ↘32 071 | ↘31 635 | ↘31 026 | ↘30 581 | ↘30 222 | ↘29 984 | ↘29 595 | ↘29 102 |
| 2021    |         |         |         |         |         |         |         |         |
| ↗29 138 |         |         |         |         |         |         |         |         |

### Урбанизация
В городских условиях (пгт Елань) проживают 48.37 % населения района.

### Национальный состав
По данным переписи населения 1939 года: русские — 51,6 % или 18711 чел., украинцы — 47,5 % или 17225 чел.
По данным Всероссийской переписи населения 2010 года
| Национальность | Численность (чел.) | Процентное соотношение |
| -------------- | ------------------ | ---------------------- |
| Русские        | 30 478             | 92,18%                 |
| Украинцы       | 969                | 2,93%                  |
| Чуваши         | 312                | 0,94%                  |
| Армяне         | 166                | 0,50%                  |
| Азербайджанцы  | 132                | 0,40%                  |
| Кумыки         | 120                | 0,36%                  |
| Другие         | 617                | 1,87%                  |
| Не указали     | 270                | 0,82%                  |
| Всего          | 33 064             | 100,00%                |

По итогам переписи населения 2020 года проживали следующие национальности (национальности менее 0,1 % и другое см. в сноске к строке «Другие»):
| Национальность | Численность, чел. | Доля     |
| -------------- | ----------------- | -------- |
| Русские        | 26 989            | 92,62 %  |
| Украинцы       | 171               | 0,59 %   |
| Чуваши         | 105               | 0,36 %   |
| Армяне         | 86                | 0,30 %   |
| Азербайджанцы  | 85                | 0,29 %   |
| Другие         | 1702              | 5,84 %   |
| Итого          | 29 138            | 100,00 % |

## Муниципально-территориальное устройство
В Еланском муниципальном районе выделяются 17 муниципальных образований, в том числе 1 городское поселение и 16 сельских поселений:
| №  | Муниципальное образование         | Административный центр | Количество населённых пунктов | Население (чел.) | Площадь (км²) |
| -- | --------------------------------- | ---------------------- | ----------------------------- | ---------------- | ------------- |
| 1  | Еланское городское поселение      | рабочий посёлок Елань  | 3                             | ↗14 405          | 298.80        |
| 2  | Алявское сельское поселение       | хутор Алявы            | 1                             | ↘196             | 90.03         |
| 3  | Берёзовское сельское поселение    | село Берёзовка         | 3                             | ↘362             | 188.69        |
| 4  | Большевистское сельское поселение | посёлок Большевик      | 6                             | ↘1372            | 222.21        |
| 5  | Большеморецкое сельское поселение | село Большой Морец     | 1                             | ↘1291            | 100.18        |
| 6  | Вязовское сельское поселение      | село Вязовка           | 1                             | ↘2334            | 141.31        |
| 7  | Дубовское сельское поселение      | село Дубовое           | 4                             | ↘1301            | 178.16        |
| 8  | Журавское сельское поселение      | село Журавка           | 2                             | ↘732             | 120.92        |
| 9  | Ивановское сельское поселение     | село Ивановка          | 1                             | ↘125             | 41.00         |
| 10 | Краишевское сельское поселение    | село Краишево          | 1                             | ↘982             | 178.75        |
| 11 | Морецкое сельское поселение       | село Морец             | 4                             | ↘917             | 240.22        |
| 12 | Рассветовское сельское поселение  | село Берёзовка         | 1                             | ↘946             | 85.93         |
| 13 | Родинское сельское поселение      | село Родинское         | 1                             | →237             | 72.00         |
| 14 | Таловское сельское поселение      | посёлок Таловка        | 3                             | ↘709             | 223.43        |
| 15 | Терновское сельское поселение     | село Терновое          | 1                             | ↘713             | 108.44        |
| 16 | Терсинское сельское поселение     | село Терса             | 1                             | ↘1235            | 150.85        |
| 17 | Тростянское сельское поселение    | село Тростянка         | 7                             | ↘971             | 226.08        |

## Населённые пункты
В Еланский район входит 41 населённый пункт.
| №  | Населённый пункт | Тип             | Население | Муниципальное образование         |
| -- | ---------------- | --------------- | --------- | --------------------------------- |
| 1  | Алявы            | хутор           | ↘196      | Алявское сельское поселение       |
| 2  | Бабинкино        | село            | 214       | Дубовское сельское поселение      |
| 3  | Берёзовка        | село            | ↘357      | Берёзовское сельское поселение    |
| 4  | Берёзовка        | село            | ↘946      | Рассветовское сельское поселение  |
| 5  | Большевик        | посёлок         | 809       | Большевистское сельское поселение |
| 6  | Большой Морец    | село            | ↘1291     | Большеморецкое сельское поселение |
| 7  | Булгурино        | хутор           | 126       | Большевистское сельское поселение |
| 8  | Водопьяново      | село            | ↘103      | Берёзовское сельское поселение    |
| 9  | Волково          | село            | 287       | Дубовское сельское поселение      |
| 10 | Вязовка          | село            | ↘2334     | Вязовское сельское поселение      |
| 11 | Дубовое          | село            | 819       | Дубовское сельское поселение      |
| 12 | Елань            | рабочий посёлок | ↗14 095   | Еланское городское поселение      |
| 13 | Ерешково         | село            | ↘22       | Берёзовское сельское поселение    |
| 14 | Журавка          | село            | 788       | Журавское сельское поселение      |
| 15 | Зелёный          | хутор           | 122       | Журавское сельское поселение      |
| 16 | Ивановка         | село            | ↘125      | Ивановское сельское поселение     |
| 17 | Калачики         | хутор           | 86        | Большевистское сельское поселение |
| 18 | Киевка           | хутор           | ↘21       | Таловское сельское поселение      |
| 19 | Краишево         | село            | ↘982      | Краишевское сельское поселение    |
| 20 | Красноталовский  | хутор           | 456       | Тростянское сельское поселение    |
| 21 | Красный          | посёлок         | ↗493      | Еланское городское поселение      |
| 22 | Маринский        | хутор           | 342       | Большевистское сельское поселение |
| 23 | Морец            | село            | ↘1097     | Морецкое сельское поселение       |
| 24 | Набат            | посёлок         | 385       | Еланское городское поселение      |
| 25 | Николаевка       | хутор           | 220       | Большевистское сельское поселение |
| 26 | Новобузулукский  | хутор           | 87        | Тростянское сельское поселение    |
| 27 | Новодобринка     | хутор           | 107       | Морецкое сельское поселение       |
| 28 | Новопетровский   | хутор           | 139       | Большевистское сельское поселение |
| 29 | Носовский        | хутор           | 76        | Тростянское сельское поселение    |
| 30 | Первокаменский   | хутор           | ↘132      | Таловское сельское поселение      |
| 31 | Поручиковский    | хутор           | 51        | Тростянское сельское поселение    |
| 32 | Ровинский        | хутор           | 7         | Тростянское сельское поселение    |
| 33 | Родинское        | село            | →237      | Родинское сельское поселение      |
| 34 | Таловка          | посёлок         | ↘706      | Таловское сельское поселение      |
| 35 | Терновое         | село            | ↘713      | Терновское сельское поселение     |
| 36 | Терса            | село            | ↘1235     | Терсинское сельское поселение     |
| 37 | Торяное          | село            | 344       | Дубовское сельское поселение      |
| 38 | Тростянка        | село            | 551       | Тростянское сельское поселение    |
| 39 | Хвощинка         | хутор           | 258       | Морецкое сельское поселение       |
| 40 | Хощининский      | хутор           | 1         | Тростянское сельское поселение    |
| 41 | Щелоковка        | хутор           | 132       | Морецкое сельское поселение       |

Упразднённые населённые пункты:
- 1997 год — хутор Водинский[34]

## Экономика
Еланский район — один из крупнейших сельскохозяйственных районов Волгоградской области.
Сельское хозяйство
Площадь сельскохозяйственных угодий района составляет 235 тыс.га, в том числе 195 тыс.га. пашни (все южные чернозёмы). В структуре производства продукции сельского хозяйства более 85 % приходится на продукцию растениеводства, 15 % животноводства. Природно-экономические условия определяют район как крупного производителя зерна и подсолнечника. В 2003 г. валовой сбор зерна во всех категориях хозяйств составил 127 тыс.тонн, что является третьим показателем в области.
Промышленность
Еланский муниципальный район относится к промышленно-пассивным муниципальным образованиям Волгоградской области. В 2011 году доля Еланского муниципального района в общем объёме отгруженной продукции в Волгоградской области составила 0,3 % (10 место по Волгоградской области).
Наиболее значимым промышленным предприятием Еланского муниципального района является ОАО «Еланский маслосыркомбинат» (образовано в 1965 г.). Основные потребители продукции комбината: крупные торговые сети Москвы, Московской области, городов Волгограда (МАН, Радеж, Магнит), Тольятти, Орла, Самары, Краснодарского края и других регионов. Предприятие имеет многочисленные награды и дипломы. Ассортимент продукции включает 10 видов твердых и полутвердых сыров, сливочное масло, а в 2009 году на комбинате открылся новый цех по производству сухой молочной сыворотки.
Также в Елани работает хлебозавод.
Малое предпринимательство
Малое предпринимательство приносит бюджету района 54 % от всех поступивших налогов. В сфере малого бизнеса работает 23 % от общей численности занятых в экономике района.

## Транспорт
По территории района проходит Юго-Восточная железная дорога: поезд «Москва—Камышин», пригородный поезд «Балашов—Елань». Внутри района сообщение автобусное.

## Образование
В Еланском муниципальном районе:
— 11 муниципальных учреждений дошкольного образования;
— 30 муниципальных общеобразовательных учреждений (школ);
— 3 муниципальных учреждения дополнительного образования детей (МБОУ ДОД «Еланская детско-юношеская спортивная школа», МБОУ ДОД «Еланский детский центр», МБОУ ДОД «Вязовский детский центр»);
— 1 государственное образовательное учреждение начального профессионального образования (ГАОУ НПО «Еланский аграрный колледж», профессии: мастер сельскохозяйственного производства, автомеханик, повар, кондитер);
— 1 филиал государственного учреждения среднего профессионального образования (Еланский филиал ГБОУ СПО «Жирновский нефтяной техникум», специальности: экономика и бухгалтерский учёт, монтаж и техническая эксплуатация промышленного оборудования, техническое обслуживание и ремонт автомобильного транспорта);
— 28 библиотек.
Процент охвата детей дошкольным образованием составляет 47 %.
Из 30 школ Еланского муниципального района 2 — базовые, 1 — ресурсный центр.

## СМИ
Основное печатное издание района — газета «Еланские вести». Вещают основные федеральные телеканалы, а также различные региональные и федеральные радиостанции.

## Достопримечательности
На берегу реки Терса в 2 км от села Краишево находится государственный водный памятник природы — родник «Краишевский» с питьевой водой с повышенным содержанием серебра. С1865 года здесь находилась Тихвинская женская община, преобразованная в 1881 году в монастырь (монастырь был разрушен в 20-е годы XX в).
Духосошественская церковь (Елань) — деревянная построена в 1760 году, каменная заложена в 1813 г., построена по проекту выдающегося русского зодчего В. П. Стасова в 1820 г.